# Tweede Kamerverkiezingen 2012/Kandidatenlijst/SP

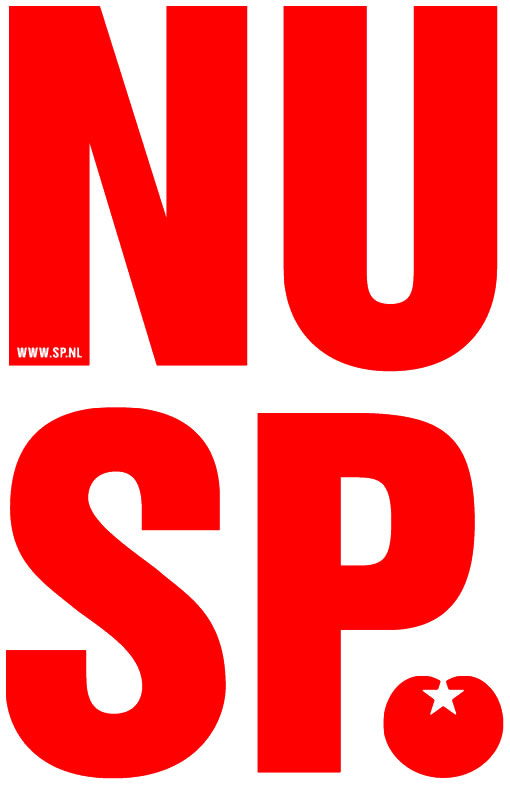
Campagneposter

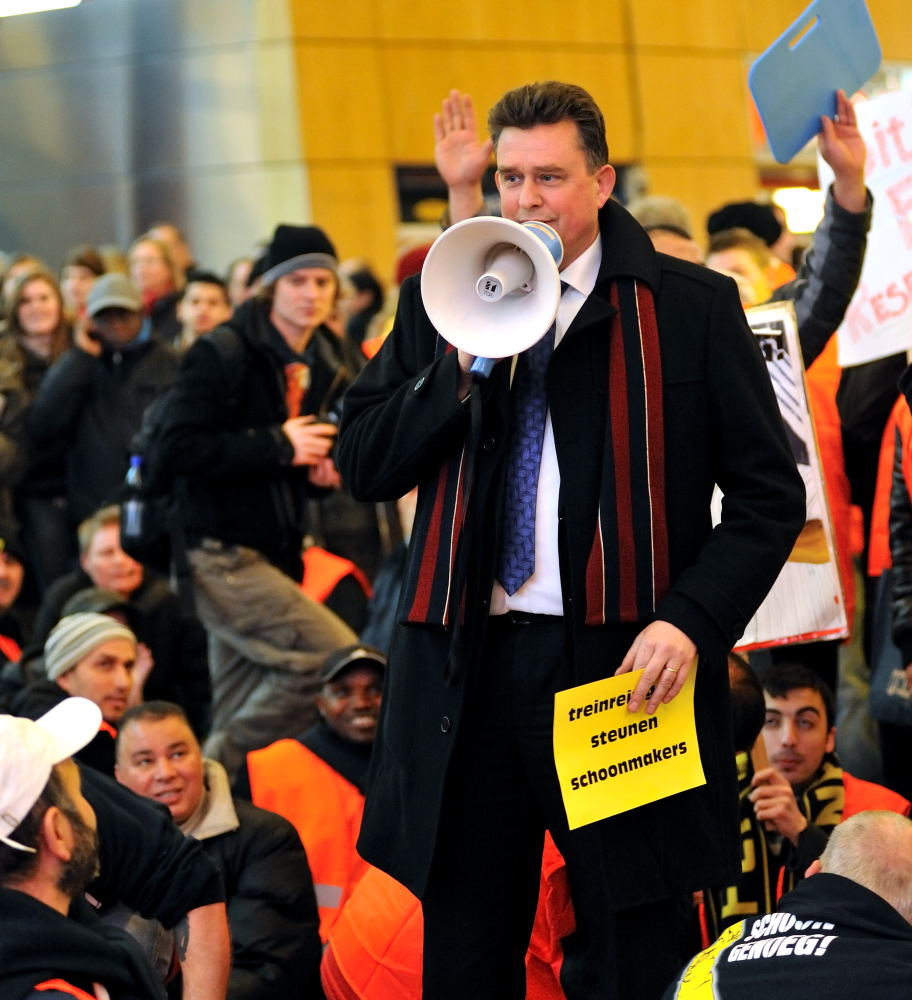
Lijsttrekker Emile Roemer bij een actie van schoonmakers in 2010

Dit is de lijst van kandidaten van de Socialistische Partij voor de Nederlandse Tweede Kamerverkiezingen van 12 september 2012

## Achtergrond
Op 29 mei 2012 werd de conceptlijst bekendgemaakt. Op 29 juni werd de definitieve lijst bekendgemaakt, er werden geen aanpassingen gemaakt. In totaal kreeg de partij 909.853 stemmen, en behaalde daarmee 15 zetels.

## De lijst

### Landelijke kandidaten
De kandidaten op de plaatsen 1 tot en met 45 waren in iedere kieskring gelijk. De nummers 1 tot en met 15 werden gekozen in de Tweede Kamer der Staten-Generaal (groen vinkje). De nummers 16, 17 en 18 kwamen tussen 2012 en 2017 tussentijds in de Kamer, als opvolger van een teruggetreden Kamerlid (grijs vinkje).
| Plek | Naam                     | Woonplaats    | Geb. jaar | Stemmen | Gekozen |
| ---- | ------------------------ | ------------- | --------- | ------- | ------- |
| 1.   | Emile Roemer             | Sambeek       | 1962      | 755.765 | Vinkje  |
| 2.   | Renske Leijten           | Haarlem       | 1979      | 69.146  | Vinkje  |
| 3.   | Ronald van Raak          | Amsterdam     | 1969      | 4.527   | Vinkje  |
| 4.   | Harry van Bommel         | Diemen        | 1962      | 10.021  | Vinkje  |
| 5.   | Jan de Wit               | Heerlen       | 1945      | 8.977   | Vinkje  |
| 6.   | Sadet Karabulut          | Amsterdam     | 1975      | 10.572  | Vinkje  |
| 7.   | Sharon Gesthuizen        | Den Haag      | 1976      | 5.155   | Vinkje  |
| 8.   | Jasper van Dijk          | Amsterdam     | 1971      | 1.506   | Vinkje  |
| 9.   | Paul Ulenbelt            | Leiden        | 1952      | 958     | Vinkje  |
| 10.  | Henk van Gerven          | Oss           | 1955      | 2.111   | Vinkje  |
| 11.  | Manja Smits              | Den Haag      | 1985      | 2.783   | Vinkje  |
| 12.  | Paulus Jansen            | Utrecht       | 1954      | 994     | Vinkje  |
| 13.  | Farshad Bashir           | Zoetermeer    | 1988      | 2.065   | Vinkje  |
| 14.  | Nine Kooiman             | Den Haag      | 1980      | 1.435   | Vinkje  |
| 15.  | Arnold Merkies           | Amsterdam     | 1968      | 343     | Vinkje  |
| 16.  | Eric Smaling             | Weesp         | 1957      | 626     |         |
| 17.  | Michiel van Nispen       | Breda         | 1982      | 1.206   |         |
| 18.  | Tjitske Siderius         | Zwolle        | 1981      | 3.009   |         |
| 19.  | Leo de Kleijn            | Rotterdam     | 1958      | 1.393   |         |
| 20.  | Ike Teuling              | Rotterdam     | 1982      | 1.434   |         |
| 21.  | Nicole van Gemert        | Utrecht       | 1975      | 1.469   |         |
| 22.  | Henri Swinkels           | Vught         | 1963      | 880     |         |
| 23.  | Maureen van der Pligt    | Amsterdam     | 1962      | 871     |         |
| 24.  | Maarten Hijink           | Utrecht       | 1983      | 283     |         |
| 25.  | Tiers Bakker             | Amsterdam     | 1969      | 400     |         |
| 26.  | Erik de Vries            | Helmond       | 1979      | 982     |         |
| 27.  | Daniël de Wit            | Den Haag      | 1979      | 417     |         |
| 28.  | Anneke Wezel             | Amsterdam     | 1975      | 589     |         |
| 29.  | Thijs Coppus             | Horst         | 1981      | 1.443   |         |
| 30.  | Meta Meijer              | Amsterdam     | 1969      | 359     |         |
| 31.  | Patrick van Lunteren     | Breda         | 1970      | 441     |         |
| 32.  | Chris Schaeffer          | Amsterdam     | 1955      | 130     |         |
| 33.  | Femke Reudler Talsma     | Amsterdam     | 1982      | 400     |         |
| 34.  | Hugo Polderman           | Roosendaal    | 1951      | 360     |         |
| 35.  | Peter Kwint              | Amsterdam     | 1984      | 290     |         |
| 36.  | Pim Siegers              | Nieuwe Pekela | 1986      | 1.035   |         |
| 37.  | Lies van Aelst           | Gorinchem     | 1988      | 598     |         |
| 38.  | Bart van Kent            | Den Haag      | 1983      | 149     |         |
| 39.  | Niels Jongerius          | Amsterdam     | 1984      | 175     |         |
| 40.  | Lieke van Rossum         | Delft         | 1982      | 691     |         |
| 41.  | Hans Martin Don          | Waalre        | 1959      | 500     |         |
| 42.  | Eelco Eikenaar           | Groningen     | 1979      | 1.360   |         |
| 43.  | Willem Bouman            | Doesburg      | 1960      | 584     |         |
| 44.  | Trix de Roos-Consemulder | Vlissingen    | 1957      | 1.613   |         |
| 45.  | Jamila Yahyaoui          | Amsterdam     | 1983      | 1.803   |         |

### Regionale kandidaten
De kandidaten op plaatsen 46 tot en met 50 verschilden per cluster van kieskringen.
Kieskringen Groningen / Leeuwarden / Assen:
Bert Peterse, Arjan Vliegenthart, Saíd Afalah, Jan Broekema, Jos van der Horst
Kieskringen Zwolle / Lelystad / Utrecht:
Bert Peterse, Jos van der Horst, Richard Boddeus, Frans Mulckhuijse, Vincent Mulder
Kieskring Arnhem / Nijmegen:
Bert Peterse, Robin van der Velden, Diederik Olders, Nils Müller, Matthias van Hunnik
Kieskringen Amsterdam / Haarlem / Den Helder:
Arjan Vliegenthart, Saíd Afalah, Robin van der Velden, Jos van der Horst, Tuur Elzinga
Kieskringen 's-Gravenhage / Rotterdam:
Bert Peterse, Arjan Vliegenthart, Saíd Afalah, Jos van der Horst, Diederik Olders
Kieskringen Dordrecht / Leiden / Middelburg:
Bert Peterse, Arjan Vliegenthart, Saíd Afalah, Robin van der Velden, René Allart
Kieskringen Tilburg / 's-Hertogenbosch / Maastricht / Bonaire:
Bert Peterse, Arjan Vliegenthart, Saíd Afalah, Robin van der Velden, Ton Heerschop
1977 · 1981 · 1982 · 1986 · 1989 · 1994 · 1998 · 2002 · 2003 · 2006 · 2010 · 2012 · 2017 · 2021 · 2023
VVD · PvdA · PVV · CDA · SP · D66 · GroenLinks · ChristenUnie · SGP · Partij voor de Dieren · Piratenpartij · MenS · Nederland Lokaal · Libertarische Partij · DPK · 50PLUS · LibDem · Anti Europa Partij · SOPN · PvdT · Politieke Partij NXD